# جام‌پایه
جام‌پایه (به انگلیسی: Dinomischus) از سنگواره‌های کمیاب دوره کامبرین است.
جام‌پایه در کاوش‌های چارلز دولیتل والکوت یافت شده‌است.